# Casarão Sinhazinha Sobral

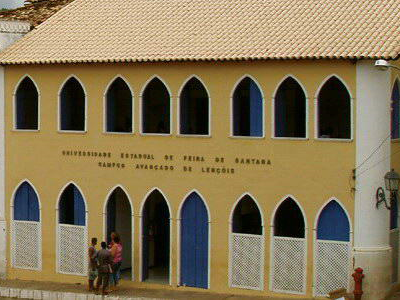
Fachada do casarão.

O Casarão Sinhazinha Sobral, que abriga o Campus Avançado da Chapada Diamantina funciona no antigo casarão de Sinhazinha Sobral, uma notória cidadã histórica da cidade.
A edificação, doada pela prefeitura e que pertencia, anteriormente, ao Centro Social do Município, tem uma área total de 194,04m² e uma área construída de 389,88m², compreendendo dois pavimentos e um mezanino, nos quais se distribuem os diversos órgãos setores da unidade.
O Casarão possui esse nome em homenagem à Sinhazinha Sobral, uma notória cidadã histórica da cidade de Lençóis, e foi incorporado à Universidade Estadual de Feira de Santana (UEFS) em 1998.
O Memorial da Chapada Diamantina foi a primeira implementação no campus e inclui o Museu do Coronelismo, o Museu de Garimpo, o Museu de Geologia e o Museu de Jarê. Também possui quatro núcleos temáticos de pesquisa e extensão:
• Ciências biológicas
• Ciências humanas
• Escola Básica
• Geociências
Anteriormente conhecido como campus Avançado de Lençóis em 2013, o casarão passou a ser denominado Campus Avançado da Chapada Diamantina e desde agosto de 2014 a UEFS vem ofertando no local, cursos de Graduação em Licenciatura em Biologia e Licenciatura em Matemática pelo Plano Nacional de Formação de Professores da Educação Básica Básica Brasileira - PARFOR (CAPES), para professores da Educação básica oriundos de Lençóis e outras de cidades circunvizinhas.
O Campus possui ainda, atividades de ensino e extensão e funciona como núcleo de apoio às pesquisas voltadas principalmente para as áreas de Geociências e Biologia, (Botânica, Zoologia e Ecologia) no Parque Nacional da Chapada Diamantina.